# Józef Kowalewski

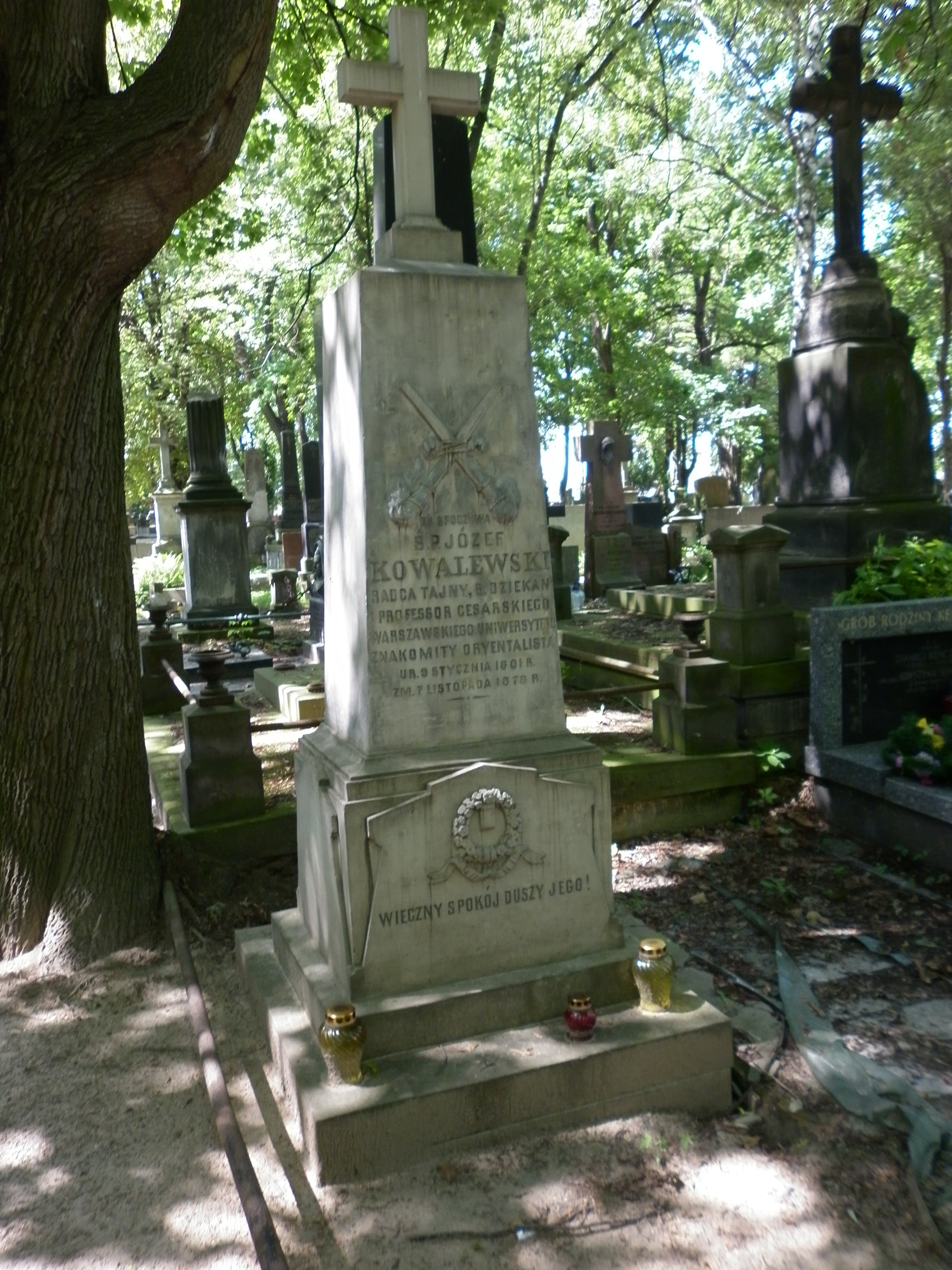
Grób Józefa Kowalewskiego

Józef Szczepan Kowalewski (ur. 28 grudnia 1800?/9 stycznia 1801 w Brzostowicy Wielkiej, zm. 7 listopada 1878 w Warszawie) – polski filolog, orientalista, badacz języka mongolskiego i lamaizmu.

## Życiorys
Urodził się w rodzinie księdza unickiego Michała, sam był wyznania rzymskokatolickiego. Po ukończeniu gimnazjum w Świsłoczy (1809–1817) rozpoczął w 1817 studia filologii klasycznej na Wydziale Literackim Cesarskiego Uniwersytetu Wileńskiego. Rok później wstąpił do stowarzyszenia Filomatów, gdzie działał razem z Mickiewiczem, Czeczotem i Zanem. Wszyscy oni wspominają go w swoich wierszach z tego okresu (Mickiewicz w swym pośmiertnie wydanym wierszu: Jamby. Na imieninach Józefów: Jeżowskiego i Kowalewskiego). Po ukończeniu uniwersytetu wykładał łacinę i język polski w liceum wileńskim, a jednocześnie wydał swoje przekłady literatury łacińskiej, m.in. „Metamorfoz” Owidiusza oraz opracowane przez siebie żywoty Longinusa. 23 października 1823 został aresztowany za minioną działalność filomacką, wkrótce zwolniony z więzienia, został jednak skazany na zesłanie do Kazania z jednoczesnym nakazem podjęcia tam studiów orientalistycznych. Miał prawo do podróży bez konwoju.
Po przybyciu do Kazania 25 grudnia 1824 r. podjął studia arabskiego, perskiego i tatarskiego na tamtejszym uniwersytecie. W kwietniu 1828 r. został delegowany przez swoją uczelnię w podróż do Buriacji celem opanowania języka mongolskiego. Od 15 lipca 1828 r. mieszkał w Irkucku. 18 stycznia 1828 odbył miesięczną podróż do Urgi w Mongolii jako członek poselstwa rosyjskiego, a w marcu 1829 wyjechał na rok w rejon Wierchnieudińska przy granicy z Mongolią, gdzie zbierał materiały i studiował lamaizm, kulturę buriacką oraz język mongolski. 4 sierpnia 1830 wyjechał przez Urgę do Pekinu jako sekretarz misji dyplomatycznej i osoba odpowiedzialna za gromadzenie materiałów naukowych o kulturze Chin i języku chińskim. W Chinach przebywał do sierpnia 1831, studiując chiński oraz lamaizm. W drodze powrotnej, celem kontynuacji studiów nad kulturą Buriacji oraz językiem mongolskim, zatrzymał się w okolicach Wierchnieudińska, aż do wiosny 1833, gdy wrócił do Kazania. W maju tego roku zdał w Petersburgu egzamin państwowy z mongolskiego i objął stworzoną przez siebie katedrę mongolistyki w Kazaniu (pierwsza katedra mongolistyki w Europie); gdzie wykładał także literaturę rzymską, filologię oraz historię. Na Uniwersytecie Kazańskim został w 1834 r. profesorem nadzwyczajnym, a w 1837 r. profesorem zwyczajnym. Trzykrotnie był dziekanem (1837–1841; 1845–1849; 1854–1858), a w latach 1854–1860 (z krótkimi przerwami) – rektorem uniwersytetu. Jednocześnie od 1844 r. był dyrektorem i wykładowcą w liceum kazańskim oraz okresowo inspektorem szkolnictwa w guberni. W roku 1846 otrzymał główną nagrodę naukową Rosji – Nagrodę Demidowa.
W roku 1862 powrócił do Polski. W latach 1862–1878 był wykładowcą historii na Cesarskim Uniwersytecie Warszawskim (do 1869 pod nazwą Szkoła Główna). Był jednym z autorów haseł do 28 tomowej Encyklopedii Powszechnej Orgelbranda z lat 1859–1868. Jego nazwisko wymienione jest w I tomie z 1859 roku na liście twórców zawartości tej encyklopedii. W związku z bardzo ugodową postawą wobec władz carskich i nieuczestniczeniem w powstaniu styczniowym piastował od 1862 do 1878 stanowisko dziekana wydziału filologiczno-historycznego, akceptując rusyfikację uczelni. Za działalność naukową otrzymał Order Świętego Stanisława, Order Świętej Anny pierwszej klasy, Order św. Włodzimierza drugiej klasy oraz członkostwo towarzystw naukowych Rosji, Wilna, Paryża, Danii. Nazwiskiem Kowalewskiego nazwano szczyt (3903 m n.p.m.) w górach Tawan Bogd w Mongolii. Pochowany na cmentarzu Powązkowskim (kwatera 66-3-31).

## Badania naukowe
Główną pracą Kowalewskiego był wydany w latach 1844–1849 „Słownik mongolsko-rosyjsko-francuski” („Dictionnaire mongol-russe-français”, „Монгольско-русско-французский словарь”, „Монгол-орос-фрaнц толь бичиг”), będący jednym z pierwszych europejskich opracowań tej tematyki. Była to najobszerniejsza praca poświęcona językowi mongolskiemu dziewiętnastego wieku, która do dziś jest istotnym materiałem badawczym w mongolistyce. Drugim głównym dziełem Kowalewskiego była wydana w 1836–1837 „Mongolska Chrestomatia”, zawierająca wybór mongolskich tekstów (głównie liturgicznych) wraz z omówieniem gramatyki i innych zagadnień językowych. W roku 1835 wydał „Krótką gramatykę mongolskiego języka literackiego”, a z lat 1835–1837 pochodzi jego praca o kosmologii buddyjskiej. Kowalewski zebrał też znaczną kolekcję rękopisów i druków mongolskich oraz materiałów etnograficznych, których większość przekazał Uniwersytetowi Kazańskiemu, a część Uniwersytetowi Wileńskiemu. Jego zbiory przechowywane w Warszawie zostały spalone przez żołnierzy rosyjskich w czasie powstania styczniowego w 1863 r. podczas demolowania Pałacu Zamoyskich w następstwie zamachu na gubernatora Berga.

## Dzieci
Paweł Kowalewski (1843–1903) był dość znanym malarzem batalistą (np. „Pierwszy dzień bitwy pod Lipskiem w 1813”), profesorem w Akademii Sztuk w Petersburgu, a Mikołaj (1840–1891) był lekarzem, wykładowcą wydziału lekarskiego i rektorem Uniwersytetu Kazańskiego. Obaj po matce Rosjance przyjęli prawosławie i uważali się za Rosjan.